# Clasma
Clasma is een geslacht van rechtvleugeligen uit de familie sabelsprinkhanen (Tettigoniidae). De wetenschappelijke naam van dit geslacht is voor het eerst geldig gepubliceerd in 1893 door Karsch.

## Soorten
Het geslacht Clasma omvat de volgende soorten:
- Clasma parcispinosa Karsch, 1893
- Clasma pareiochlora Karny, 1907